# Muzajri’a
Muzajri’a (arab. مزيرعة) – miasto w Syrii, w muhafazie Latakia. W 2004 roku liczyło 834 mieszkańców.